# Château de Walzin
 (juin 2018).
Si vous disposez d'ouvrages ou d'articles de référence ou si vous connaissez des sites web de qualité traitant du thème abordé ici, merci de compléter l'article en donnant les références utiles à sa vérifiabilité et en les liant à la section « Notes et références ».
Le château de Walzin est un château belge situé en Wallonie dans le hameau condruzien de Walzin, dans l'ancienne commune de Dréhance (aujourd'hui intégrée à la commune de Dinant) en province de Namur.

## Histoire
Perché sur un piton rocheux de plus de 50 mètres de haut surplombant à pic un méandre de la Lesse, ce nid d'aigle a verrouillé au cours des siècles la vallée inférieure de la rivière ainsi qu'une des routes reliant Dinant à la France.
Le château, un des plus grands de Belgique, a été construit au XIe siècle, probablement à l’instigation de Théoduin de Bavière, prince-évêque de Liège, ou de Conon de Montaigu, comte de Rochefort et compagnon aux croisades de Godefroy de Bouillon.
Il sert de poste de surveillance et de défense avancée à la ville de Dinant. Le seul accès vers Dinant venant du Sud passait par le gué de Walzin.
Le 16 septembre 1237, un traité concernant Walzin fut passé entre Henri IV, duc de Limburg, et le prince-évêque de Liège.

## Un château très convoité
Le château subit de nombreux sièges destructeurs car les châtelains de Walzin étaient vassaux des princes-évêques de Liège et furent impliqués dans les incessants conflits qui opposèrent ceux-ci au duc de Bourgogne Philippe le Bon en 1466, et à l'empereur Maximilien d’Autriche, qui envahit le château en 1489.
Selon la légende, la terre de Walzin aurait été confiée en 1468 à Catherine de Croÿ Chimay, qui l'aurait apportée en mariage à Robert de La Marck, duc de Bouillon, ancêtre des propriétaires actuels. Toutefois ce n'est pas vraisemblable puisque Catherine de Croÿ est née vers 1471 et son mari Robert de La Marck en 1468.
Vers 1480, le château abrite Guillaume de La Marck, le redoutable "Sanglier des Ardennes". Cela amène une nouvelle vague de destructions, qui se poursuit lors des guerres entre l'empereur Charles Quint et le roi Henri II de France.
En 1554, François Ier de Clèves, duc de Nevers, y établit son quartier général.
En 1581, Adrienne de Brandenbourg-Berlaymont, fille de Charles de Berlaymont (chevalier de la Toison d'or et conseiller de Marguerite de Parme) et d'Adrienne de Ligne, reconstruit les parties détruites et décide d'agrandir le château.
Walzin occupe une position clé sur la vallée de la Meuse lorsque Dinant voit défiler les troupes de Louis XIV en 1675 et en 1692.
Le château subit d'importants dommages causés en 1793 par les armées révolutionnaires françaises qui détruisent toutes les archives.
Le domaine de Walzin est privé et ne se visite pas. Le château est cependant visible depuis la Lesse.

## Restaurations
Le château appartient a la famille d'Alfred Brugmann de Walzin depuis 1850. Il y apporta de nombreuses restaurations.
Dans les années 1930 d'autres restaurations furent apportées par le Baron Frédéric Brugmann de Walzin.
Sa fille, la Baronne Albert de Radzitzky d'Ostrowick est devenue propriétaire du château et de son domaine en 1945.
Son époux, le Baron Albert de Radzitzky d'Ostrowick y apporta également de nombreuses ajouts, tels que les jardins actuellement classés.
Les restaurations en 1881 par l'architecte Émile Janlet et de 1930 à 1932 par l'architecte Octave Flanneau, ont rendu à sa façade, de plus de 100 mètres de long surplombant la rivière, l’aspect imposant et romantique qu’on lui connaît aujourd'hui.
Les jardins sont dessinés par l'architecte Louis Julien Breydel, auteur du Jardin botanique de Bruxelles.
Le château a été racheté par le comte Alexis de Limburg Stirum, d'une famille qui remonte au IXe siècle, descendants directs d'Henri IV, duc de Limburg, et de Guillaume de La Marck, le « Sanglier des Ardennes ».

## Représentation dans les arts
Souvent appelé le « Neuschwanstein belge », le château de Walzin a également inspiré de nombreux artistes qui ont tous voulu représenter ce monument exceptionnel, tels Remacle Leloup en 1744, Gustave Courbet en 1846, ou encore Victor Hugo le 19 août 1863.

## Galerie

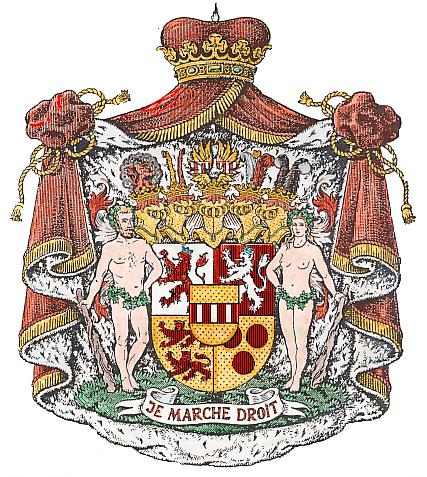
Les armoiries des comtes de Limburg Stirum.
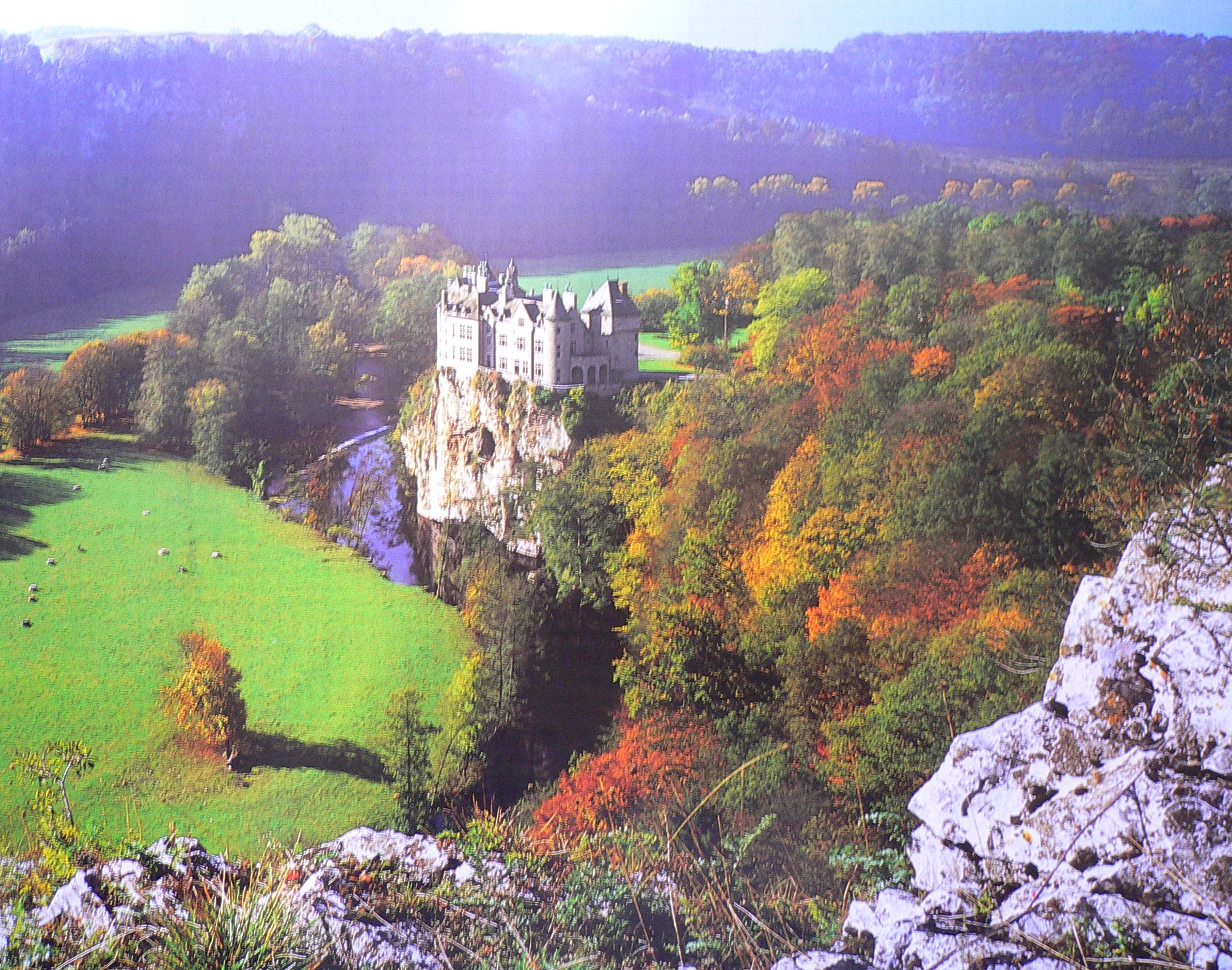
Le château de Walzin dominant la Lesse, en 2006.
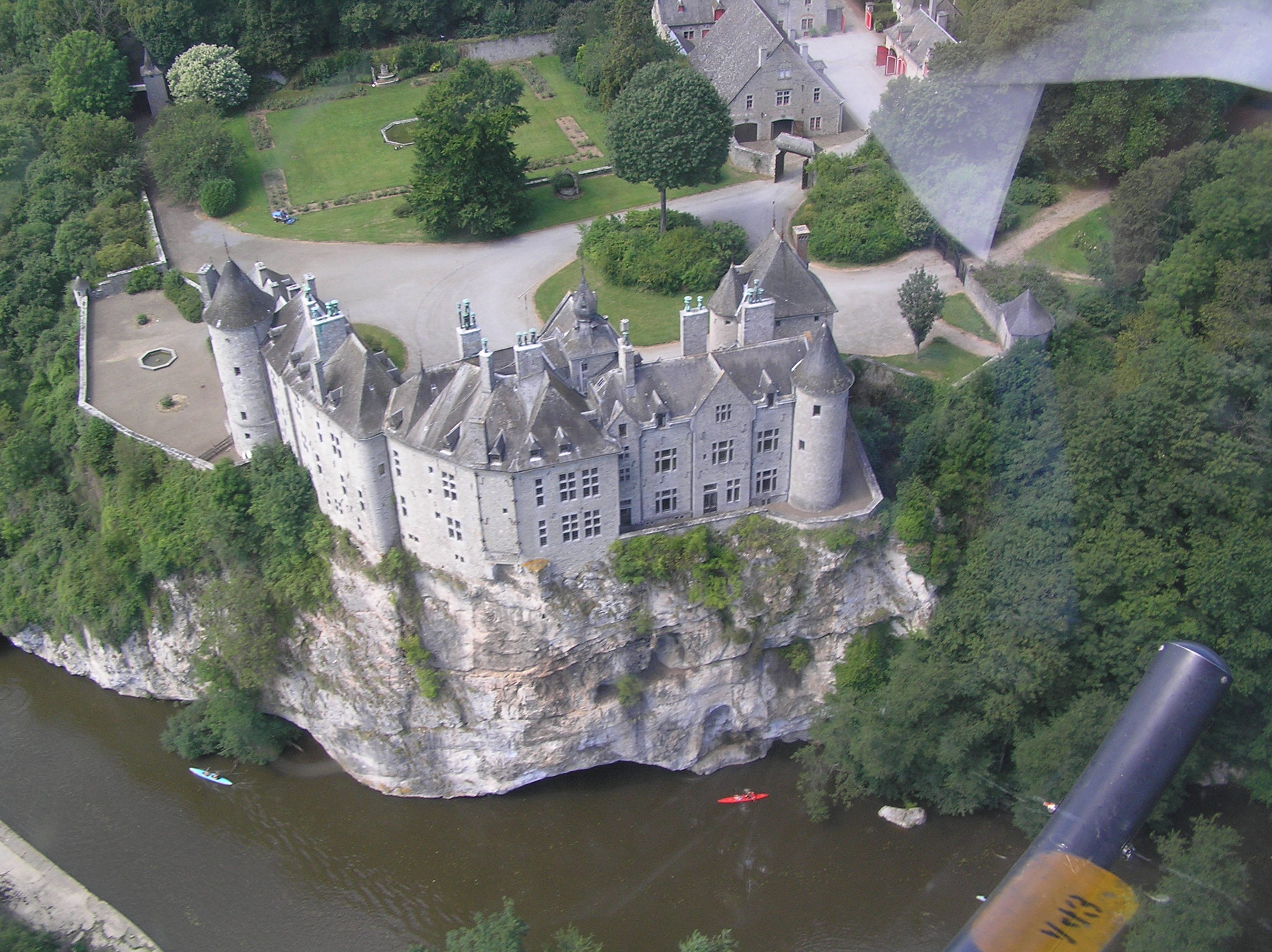
Le château de Walzin, en 2006.
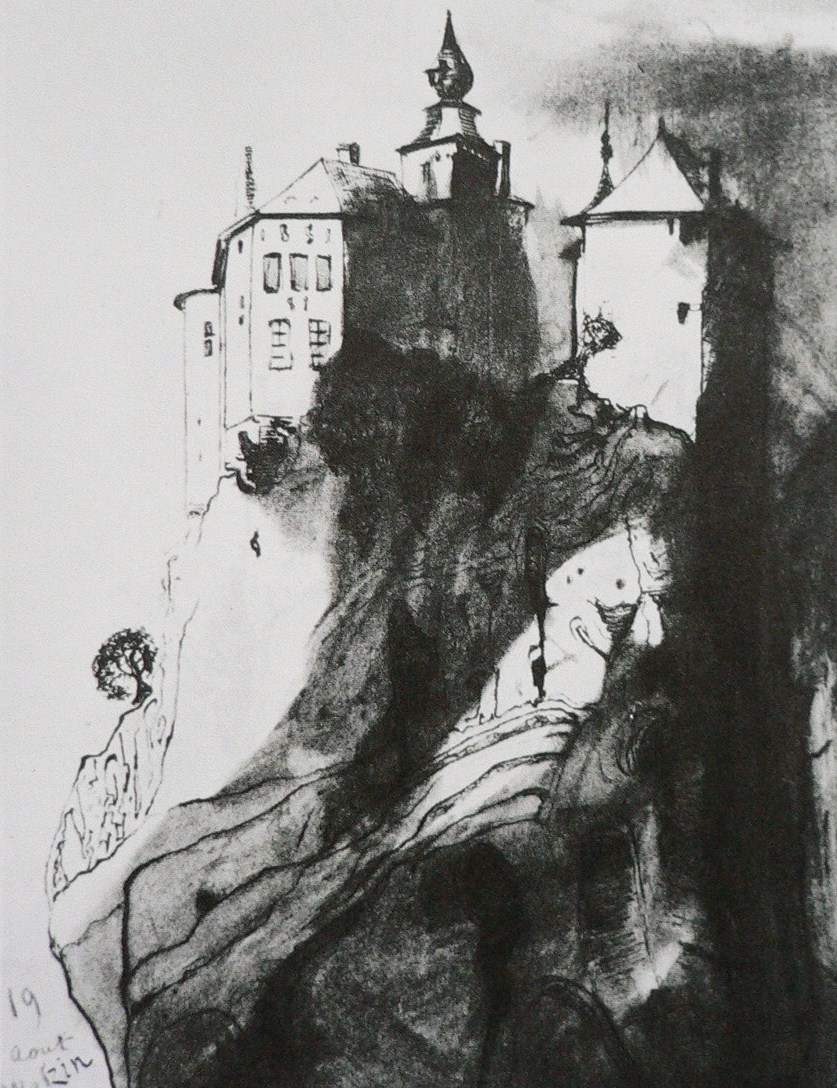
Le château de Walzin par Victor Hugo.
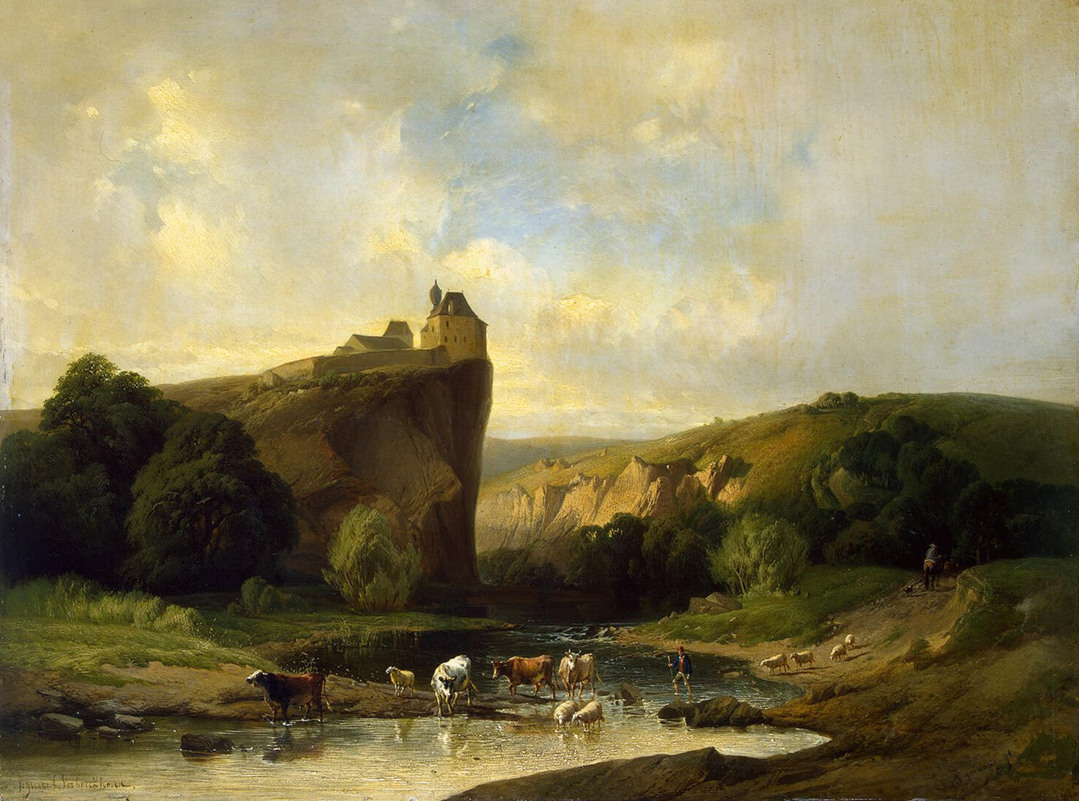
Le château de Walzin par Joseph Quinaux, musée de l'Ermitage (c. 1860-1865).
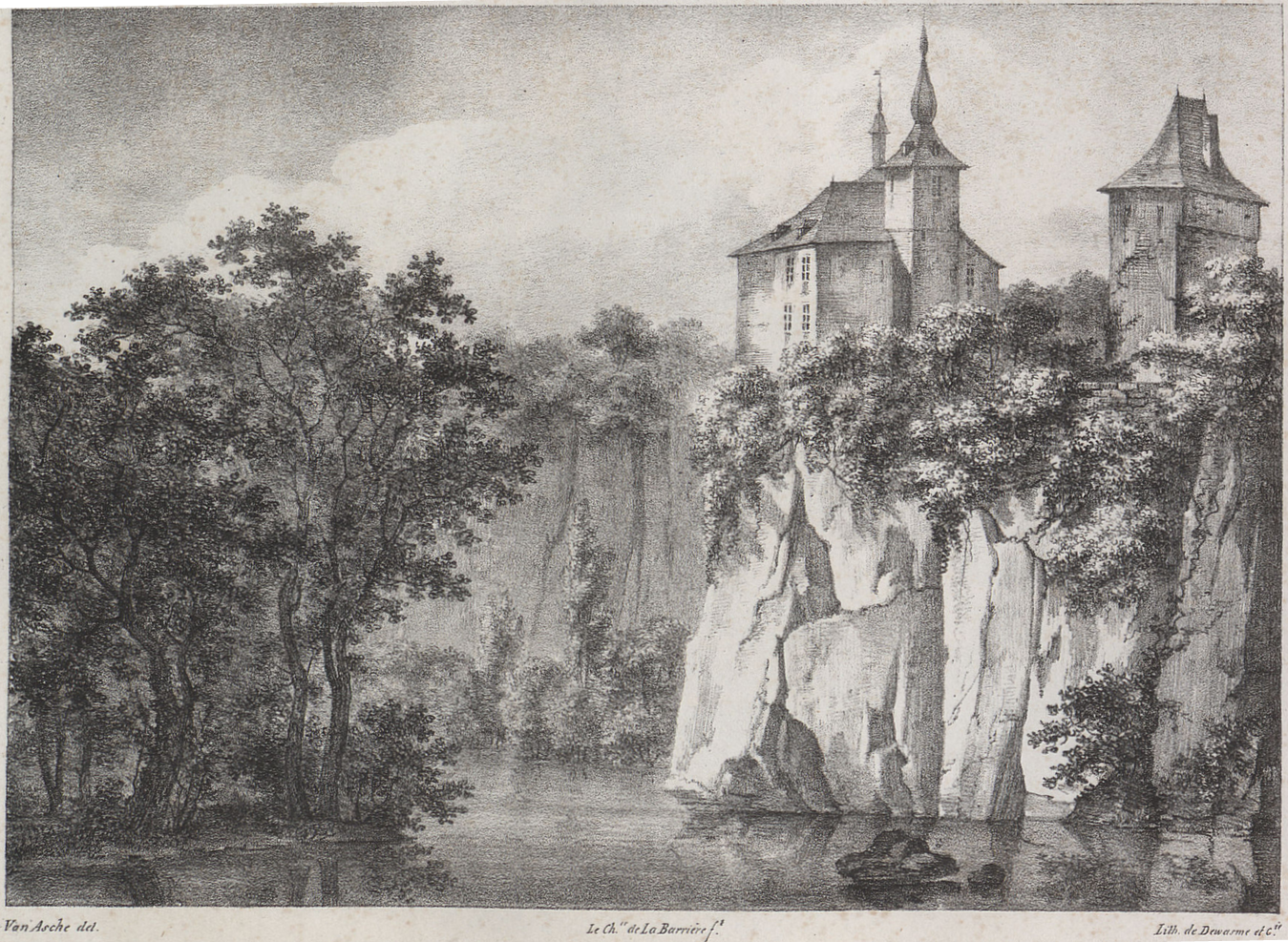
Le château de Walzin selon une lithographie de Prosper de la Barrière (1823).
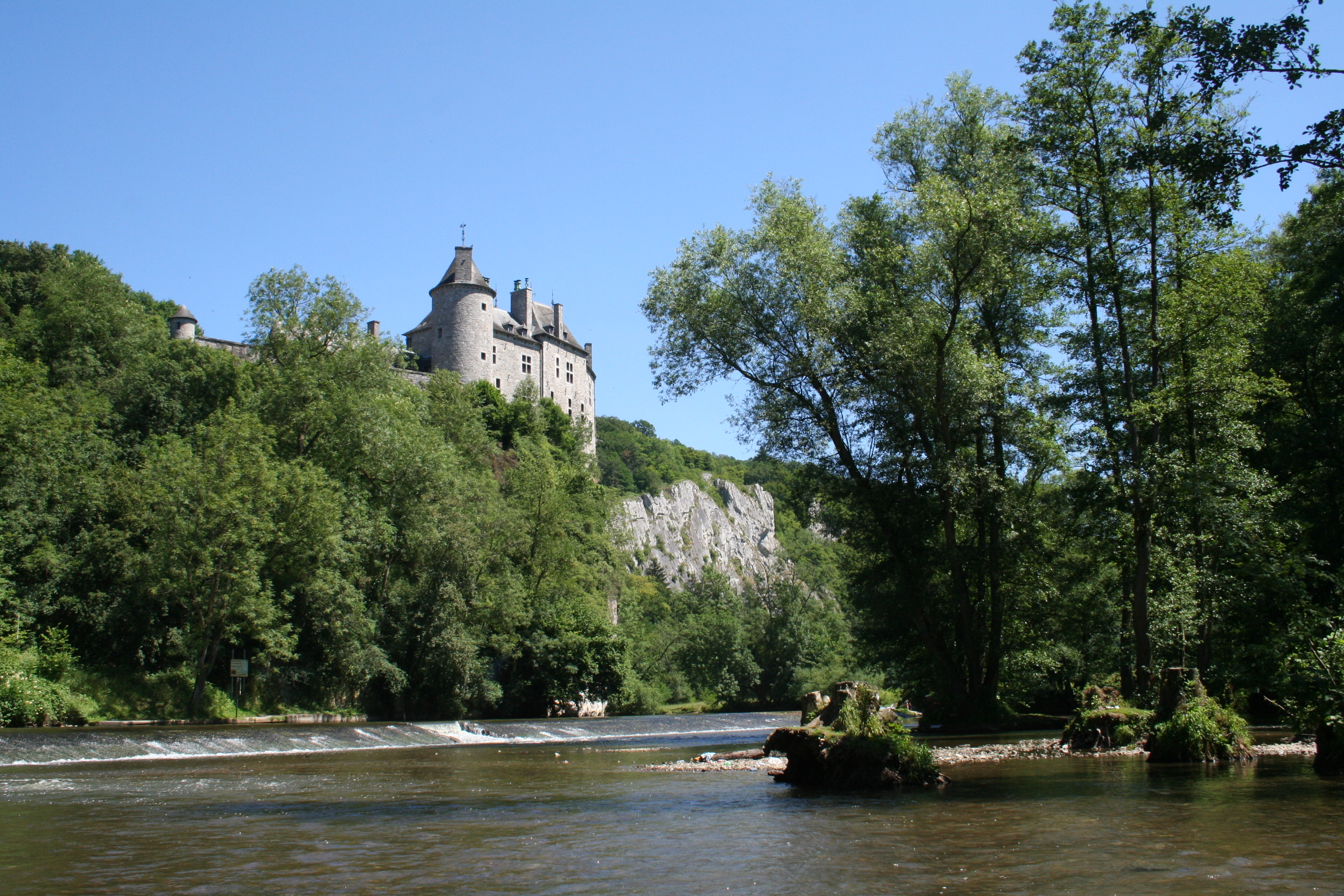
Le château de Walzin et la Lesse